# 詹姆斯·哈登
小詹姆斯·愛德華·哈登（英語：James Edward Harden Jr.，1989年8月26日—），出生於美國加利福尼亞州洛杉磯，為美國職業籃球運動員，主打雙能衛，現效力于洛杉磯快艇。
哈登大學時效力於亞利桑那州立大學，之後在2009年NBA選秀大會中被奧克拉荷馬雷霆以首輪第三順位選中。2011–12赛季獲選NBA年度最佳第六人，並幫助球隊打入總決賽。2012–13赛季，哈登被交易到休斯頓火箭。來到休士頓後，哈登成為了聯盟最優秀的籃球員之一。職業生涯十一次入選全明星陣容，並六次入選年度第一隊，兩次入選年度第三隊。其優秀的得分身手使他每年皆被視為獲得年度最有價值球員獎的熱門人選，並成功在2017–18赛季力壓勒布朗·詹姆士勇奪最有價值球員。2021年，入選NBA75大球星。
此外，哈登也是美國國家男子籃球隊成員，曾代表美國隊參加2012年倫敦奧運會以及2014年世界盃籃球賽，均終獲得了冠軍。2020年，《福布斯》公佈的全球運動員收入排行榜，哈登以年收入4780萬美元，排名第17名。

## 早年
詹姆斯·哈登高中就读于加利福尼亚州雷克伍德的阿迪西亚高中，因為哮喘病出場時間不多，但仍在高中场均得分13.2分，帮助阿迪西亚高中取得28胜5负的成绩。高二时他可以得到场均18.8分，7.7个篮板，3.5个助攻，带领阿迪西亚高中创造了33胜1负的纪录并赢得了加州的州冠军。下一年，哈登依然能得到18.8分，7.9个篮板，3.9个助攻的数据，并入选Parade杂志评选的2007年全美高中阵容和麦当劳全美最佳阵容，球队打出33胜2负的成绩，卫冕州冠军。
哈登曾在2006年拉斯维加斯的阿迪达斯Super 64比赛中代表AAU球队Pump-N-Run Elite出战，他得到34分击败了DC Assault队（拥有迈克尔·比斯利、诺兰·史密斯、斯汀·弗里曼等球员），得到33分战胜了Houston Hoops队。决赛中面对凯文·乐福领衔的南加利福尼亚全明星队，哈登率领Pump-N-Run Elite击败对手赢得冠军。
哈登高四临近毕业时，NCAA众多豪门开始登门造访，试图说服哈登加盟，包括哈登的偶像卡波诺曾效力过的加州大学洛杉矶分校，但哈登却出人意料地选择了亚利桑那州立大学，唯一原因是哈登的高中教练斯科特·佩拉成为了亚利桑那州大的助教。

## 大学时期
哈登代表亚利桑那州立大学（Arizona State Sun Devils）出战NCAA锦标赛，大一賽季时便已入选了太平洋十校聯盟年度最佳阵容一隊和新秀最佳阵容、美国篮球教练员协会（NABC）和美国篮球作家协会（USBWA）评选的全区最佳阵容。在2008年NCAA比赛中，场均得到17.8分，5.3篮板和2.1助攻，球队取得21胜13负的成绩位列太平洋十校聯盟第九名。
2008年全国邀请赛中，哈登带领亚利桑那州立大学击败了阿拉巴马州立大学和南伊利诺伊斯大学，但在决赛中败给卫冕冠军佛罗里达大学。2008年11月30日，在击败UTEP的比赛中，哈登得到大学时代最高分40分。
大二赛季 (2008-09)，哈登场均可得20.1分5.6个篮板4.2次助攻，命中率达到了50%。在1995年之后，只有5名大学球员能有这种全能数据，其中包括德文·韦德和布兰顿·罗伊。此外，这一赛季哈登共270次走上了罚球线，平均每场将获得7.6次罚球机会。亚利桑那州立大学打出了25胜10负的战绩，一举压倒了死敌亚利桑那大学的21胜14负，成功进入2009年NCAA锦标赛。虽然第二轮便被锡拉丘兹大学淘汰出局，但当赛季哈登还是拿到了太平洋十校聯盟年度最佳球員，再次入选了太平洋十校聯盟年度最佳阵容一隊。赛季结束后哈登宣布将参加2009年NBA选秀。

### 大學統計數據
| 賽季    | 大學             | 上場次數 | 先發次數 | 上場時間 | 投篮命中率 | 三分球命中率 | 罚球命中率 | 篮板 | 助攻 | 抄截 | 阻攻 | 得分 |
| ------- | ---------------- | -------- | -------- | -------- | ---------- | ------------ | ---------- | ---- | ---- | ---- | ---- | ---- |
| 2007–08 | 亞利桑那州立大學 | 34       | 33       | 34.1     | 52.7       | 40.7         | 75.4       | 5.3  | 3.2  | 2.1  | 0.6  | 17.8 |
| 2008–09 | 亞利桑那州立大學 | 35       | 35       | 35.8     | 48.9       | 35.6         | 75.6       | 5.6  | 4.2  | 1.7  | 0.3  | 20.1 |
| 生涯    | 生涯             | 69       | 68       | 35.0     | .506       | .376         | .755       | 5.4  | 3.7  | 1.9  | .4   | 19.0 |

## NBA生涯

### 俄克拉何马城雷霆（2009–2012）
2009年NBA选秀中，哈登以第三顺位被俄克拉何马城雷霆选中，成为西雅图超音速更名為雷霆隊后球隊选中的第一名新秀。2009-10年的新秀赛季，他场均出战22.9分钟得到9.9分，入选了NBA最佳新秀陣容二隊。2010-11年赛季，他出战了常规赛的全部82场比赛，能够在26.7分钟的上场时间内得到12.3分，2011年季后赛中他逐渐获得重用，上场时间增加到场均31.6分钟，以47%的命中率得到13分，可惜球队在西部聯盟决赛中输给了达拉斯獨行俠。
2011-12年赛季，哈登进步明显，成为仅次于主將凯文·杜兰特和拉塞尔·威斯布鲁克的球隊第三号角色。他作为替补球员以场均49%的命中率得到16.8分，榮膺該賽季的「NBA最佳第六人」。在2012年4月18日109：97大胜菲尼克斯太阳的比赛中，哈登拿到NBA職業生涯新高的40分。2012年季后赛中，他发挥出色，和雷霆隊一起杀进了2012年NBA总决赛，但球隊在总决赛中发挥不佳，最终以場數1：4的总比分败给迈阿密热火。
2011-12年赛季结束后哈登成为自由球员，雷霆队曾试图用4年5200万-5500万的价码与他续约。哈登事后声明球队只给他很短的时间考虑是否接受续约合同。

### 休斯敦火箭（2012–2021）
2011-12年赛季结束后，由于无法和雷霆隊在续约薪金上达成一致，哈登和戴奎恩·库克、科尔·阿尔德里奇和拉扎尔·海沃德一起被交易到休斯顿火箭，換取凱文·馬丁、杰里米·兰姆和多個選秀權。他隨即与火箭队签署了一份5年7850万的合同，成为火箭这支年轻队伍中的头号球星。

#### 2012-13賽季
2012-13年赛季揭幕战，火箭队以105：96击败底特律活塞，哈登出战44分钟，25投14中，得到37分6篮板12助攻4抢断1盖帽，成为NBA第一位在改投新球队首秀最少砍下30分12次助攻的球员。
2012年11月2日，他得到了职业生涯次高的45分击败亚特兰大老鹰，他还得到7个篮板和2次助攻并创下职业生涯最高的罚球数。
2013年2月3日在对阵夏洛特山猫的比赛中得到职业生涯首次“三双”（21分11篮板11助攻）。
2013年2月哈登首次入选NBA全明星阵容，参加在火箭队主场举行的全明星赛。
2013年2月21日，哈登面对老东家雷霆隊，全场44分钟19投14中，罚球12罚11中，三分球8中7，得到46分8个篮板6次助攻，创职业生涯单场得分新高，帮助火箭队逆转战胜对手，成为2001年后在被交易一个赛季内面对旧主砍分最高的球员。
2013年5月24日，NBA官方公布了赛季最佳阵容名单，哈登入选最佳阵容三隊。
哈登協助火箭隊繼2009年後再度挺進季後賽（洛杉磯湖人的西區分組戰績優於火箭隊，火箭隊最後以第八種子晉級）。首輪哈登碰上老东家雷霆隊，火箭三連敗被聽牌，但是瀕臨被淘汰的情況下連趕兩場勝利，最終以二勝四敗遭到淘汰。

#### 2013-14賽季
2013-14年赛季，隨著德懷特·霍華德加盟火箭隊，火箭隊重返爭冠行列。
2014年1月31日，2014年NBA全明星赛的东部聯盟及西部聯盟替补阵容名单揭晓，哈登入选西部替补阵容。
2014年2月15日，西部聯盟全明星队主帅斯科特·布鲁克斯做出决定，哈登取代因伤无法参赛的科比·布莱恩特在全明星赛上首发。
火箭隊以54勝28負成為西部聯盟第四種子，在拥有季后赛主场优势的情况下，首轮遭遇波特蘭开拓者，第六场比赛在常规时间仅剩0.9秒时，被达米恩·利拉德绝杀，惨遭淘汰。
2014年6月5日，NBA官方公布了赛季最佳阵容名单，哈登入选最佳阵容一隊。

#### 2014-15賽季
2014-15年赛季，火箭隊傷兵滿營，隊中另一位球星德懷特·霍華德因膝傷長時間休戰。然而，哈登仍然帶領人員短缺的火箭在季初穩守前三，令他成為例行赛MVP熱門候選人之一。
2015年2月12日，2015年NBA全明星赛的西部聯盟队主帅史蒂夫·科尔宣布，哈登顶替因伤无法参赛的科比·布莱恩特擔任正選。
2015年3月19日，哈登在對陣丹佛金塊的比賽中狂砍50分。2015年4月1日，他再次刷新個人得分記錄，在對薩克拉門托帝王的比賽中攻入51分，成為火箭隊隊史首位在同一賽季中兩次得分50+的球員。
火箭隊以56勝26負成為西部聯盟第二種子，哈登在季後賽表現出色，連續14場得分20+，是繼哈基姆·奧拉朱旺之後球隊第一人，並帶隊克服1–3落後大逆轉殺入西岸決賽，可惜以1：4不敵兵多將廣的金州勇士。2015年5月28日不敌勇士隊的比賽中，哈登全场出现13次失误，刷新了NBA季后赛历史单场比赛个人失误次数纪录。哈登最終在例行赛MVP投票中屈居第二，不過再次入选最佳阵容一隊。
2015年7月22日，哈登当选由BET电视台和NBA球员工会联合举办的第一届通过球员选出的MVP。

#### 2015-16賽季
2016年1月14日，火箭对阵明尼蘇達灰狼的比賽中，哈登职业生涯总得分突破10000分，成为2009年NBA选秀中第一位職業生涯總得分破萬的球员。
2016年1月29日，NBA官方公布2016年全明星赛替补名单，哈登入选西部聯盟替补阵容。
2016年4月9日，哈登轟下40分，傳出13助攻，發生4次失誤，超越公牛名將阿爾提斯·吉爾莫爾，成為單季失誤王。

#### 2016-17賽季
2016年9月27日，火箭新總教練邁克·德安東尼在媒體日宣布將陣中主將哈登正式轉任控球後衛。
果然，本季開打後，擔任控衛的哈登不但最擅長的得分高居前5名，助攻數更是獨步全聯盟。同時，在大三元方面，哈登超越名將哈基姆·歐拉朱萬的生涯15次，成為新的火箭大三元紀錄保持人。
2016年的最後一天，哈登拿下了史無前例的53分16籃板17助攻，是NBA史上首次出現50+15+15的數據，幫助火箭主場129:122擊敗尼克。
2017年1月3日，哈登又有23分10籃板10助攻連3場大三元表現，儘管不如前天耀眼，但依舊幫助火箭在主場以101:91擊敗巫師。火箭奪下5連勝，也中止了巫師最近的3連勝。
2017年1月17日，哈登又有40分12籃板10助攻，本季第13場繳出大三元。
本賽季為哈登的生涯年，一度與奧克拉荷馬雷霆隊的前隊友拉塞尔·威斯布鲁克並列年度MVP候選人。雖然最後被忍者龜的單季場均大三元搶盡風頭，但在季後賽第一輪帶領火箭以4:1打敗雷霆，扳回一城。

#### 2017-18賽季
2017年11月5日，哈登面對爵士大殺四方，整場出手25次命中19球，全場繳出56分外帶13助攻2籃板2抄截的恐怖數據，率隊以137：110痛扁對手，超車勇士登上西區龍頭。哈登全場總計25投19中、包括三分線外8投7中，罰球12罰11中，成為自1987年「籃球之神」迈克尔·乔丹後，單場出手25次以下的最高得分。據《ESPN Stats & Info》數據統計，哈登靠助攻與得分為球隊挹注91分，在NBA歷史上僅次於2016年自己紀錄的95分，與1962年威尔特·张伯伦的104分。
2017年12月23日，哈登面對快艇再度砍下51分，成為自kobe以來2場都繳出50分，可惜火箭最後以118：128輸球，掉到了聯盟第二。
2018年1月31日，哈登面對魔術大殺四方，整場出手30次命中19球，全場繳出60分外帶11助攻10籃板4抄截的恐怖數據，率隊以114：107擊敗對手，完成史上第一位60分大三元。
2018年6月26日，哈登获得NBA官方颁发的个人生涯首个常规赛MVP（最有价值球员）。

#### 2018-19賽季
2019年1月12日，哈登在主場攻下43分再加上10籃板12次助攻的大三元表現，帶領火箭以141比113大勝騎士，送給騎士12連敗，這不僅是NBA本賽季最長連敗紀錄，同時也追平騎士隊史第四長連敗紀錄。哈登也創下許多項新的紀錄，包括連15場得30分以上的紀錄，不僅是現役球員第一，同時也是歷史上第七位達到這項紀錄的球員，這也是NBA自1983-84賽季以來最長的30分加5助攻的紀錄。本場哈登也是歷史首位30分鐘以內取得得分40+大三元的NBA球員！
同時，這場比賽也是哈登本季的第13次拿到40分以上的表現，名列全聯盟第一，同時也刷新了火箭球員單季40＋場次紀錄，原紀錄是摩西·马龙(Moses Malone)在1981-82賽季創下的12場40＋場次紀錄。
其次，哈登這場拿下個人生涯的第41場大三元，也是他生涯的第12場40＋大三元，超越了羅素·衛斯特布魯克（11次），在NBA名列歷史第二，僅次於「大O」奥斯卡·罗伯特森（22次）。
1月24日繳出追平布萊恩（Kobe Bryant）作客在麥迪遜廣場花園球場單場最高得分紀錄的61分，外帶15籃板、4助攻、5抄截，加上埃里克·戈登在讀秒階段投進的致勝三分彈，球隊最終以114：110險勝紐約尼克隊，中止客場3連敗也避免陷入連敗。同时生涯50+战绩比肩里克·巴里并列历史第五位，连续21场30+战绩，历史第四，仅次于张伯伦。
火箭1月30號在主場以116-121不敵鵜鶘，火箭後衛詹姆斯-哈登本場比賽上場39分鐘，31投11中，三分18投6中，得到37分11籃板6助攻4搶斷。哈登在整個一月14場比賽一共得到610分122籃板106助攻，他成為NBA歷史上第二位單月得到至少600分100籃板100助攻的球員。
哈登於2019年2月3日，在休士頓火箭對猶他爵士的比賽中拿下43分，12籃板，5助攻，6抄截，4阻攻，僅差1阻攻即可完成5X5的成就。球隊也以125-98大勝！本場比賽也是哈登連續31場得分30+，僅次於威爾特·張伯倫位居歷史第三！
2019年2月21日，火箭在全明星赛後首場即面對洛杉磯湖人隊。此役哈登拿下30分，將連續得分30+場次提高到32場，位居歷史第二名。在2月28日火箭對戰热火的比赛中，哈登得到了58分，幫助球隊以121-118取勝。
2019年3月23日，哈登面對馬刺，全場34投19中，包括三分球13投9中，17罰14中，狂飆61分7籃板3抄截，追平生涯得分紀錄。這是他本季第8次單場至少50分，也是第2次破60分，特別是在第四節最後時刻，哈登一人連砍13分，帶領火箭以111比105逆轉馬刺。這場比賽哈登展現贏球企圖心，首節就狂轟27分，創下個人生涯新高，更寫下火箭隊史單節得分第2高的紀錄，僅次於1991年麥斯威爾（Vernon Maxwell）的單節30分紀錄。哈登成為史上第6位在面對馬刺時得分超過50分的球員，61分更創下馬刺隊史讓對手得分最高的紀錄，先前得分最高的紀錄是57分，出現過兩次，一次是2015年的厄文，另一次則是1984年的薛爾特（Purvis Short）。加上今天的比賽，哈登本季已經有4次單場至少轟進9顆三分球，生涯累積1981顆三分球，超越強森（Joe Johnson），排名躍升史上第9。
2019年3月31日，哈登出戰國王時全場攻下50分、11籃板和10助攻的「大三元」，幫助火箭以119比108拿下勝利。哈登締造生涯第42場大三元，也是最近6場出賽中，第3次攻下單場50分以上，本場哈登還寫下生涯第2000顆三分球里程碑。
4月4日，上一戰轟出平聯盟紀錄的26顆三分球，休士頓火箭今天外線依舊有所發揮，全場三分球38投18中，遠優於對手的8顆，哈登攻下全場最高的31分，保羅29分、卡佩拉（Clint Capela）也有24分、15籃板「雙十」演出，助隊以135：103輕取快艇隊，收下4連勝。賽前只差8分就達到本季總得分2700分大關的哈登，此役攻下31分、7籃板、7助攻，本季總得分已達到2723分，加上總助攻數也已達566次，成為NBA歷史上單季砍下至少2700分和500助攻的球員，之前能達成此紀錄的前兩位球員分別是邁克爾·喬丹及阿奇巴德（Nate Archibald）。

#### 2019-2020賽季
2019年7月12日，火箭與雷霆達成一筆交易，火箭送出保羅與2024年首輪選秀權和2026年首輪選秀權，以及2021年和2025年的首輪選秀權互換，換來羅素·衛斯特布魯克。
季後賽中，哈登及威少首輪對陣舊東家雷霆，以4-3驚險晉級。次輪對陣最終冠軍洛杉磯湖人，以1-4被淘汰。
哈登離開火箭後，球隊老闆蒂爾曼・費爾蒂塔承諾將退役其13號球衣。

### 布魯克林籃網（2021–2022）

#### 2020-21賽季
由於季後賽的失利以及多年未能成功衝擊總冠軍，季初哈登便向球隊表達希望離去，更拒絕一份5000萬年薪的續約。在這之後關於哈登將被交易的傳聞與火箭高層的動作便持續不斷。哈登与管理层也是进行了多次的沟通。
2021年1月14日，火箭與籃網、騎士及溜馬進行四方交易。火箭將哈登送往布魯克林籃網，換回多名球員及3個未受保護的2022年、2024年、2026年選秀權，以及2021年、2023年、2025年和2027年的選秀交換權，火箭也從克里夫蘭騎士獲得2022年的首輪選秀權。此交易使布魯克林籃網組成了杜蘭特、哈登和艾榮聯手的三巨頭，改打控衛的哈登也使凱文重回得分後衛，杜蘭特轉為大前鋒。
季後賽首輪，籃網順利以4-1淘汰波士顿凯尔特人，此系列賽哈登能貢獻27.8分、7.2個籃板、10.8次助攻。季後賽第二輪，因艾榮以及哈登均受傷，雖然哈登亦有帶傷出戰，但根據賽後裁判報告指出關鍵第七戰末節最後兩分鐘有一次嚴重誤判，杜蘭特遭到犯規應獲得兩顆罰球但裁判卻並未響哨，最終比賽被拖入延長賽後氣力放盡的籃網以3-4不敵密爾瓦基公鹿，無緣東決舞台。

#### 2021-22賽季
哈登為籃網出賽44場，場均貢獻22.5分、8.0籃板、10.2助攻，投籃命中率41.4%、外線命中率33.2%。

### 費城76人 (2022–2023)
2022年2月11日，布魯克林籃網將哈登連同保罗·米尔萨普交易至費城76人，換回賓·施蒙斯、安德烈·卓蒙德、薩夫·居里以及兩支未來首輪籤。
2023年6月哈登同意執行3560萬美元的球員選項，但請求球隊將其交易至洛杉磯快艇，8月在交易談判陷入僵局以後，哈登批評達雷爾·莫雷是一名騙子，永遠不會與莫雷待在同一個組織。

### 洛杉磯快艇 (2023–至今)
2023年11月1日，費城76人將把哈登連同P·J·塔克和菲利普·彼得鲁舍夫交易至洛杉磯快艇，換取马库斯·莫里斯、尼古拉·巴頓、小肯楊·馬丁以及羅伯特·科溫頓。
2024年7月10日，哈登與快艇重新簽約，合約為期兩年，價值7000萬美元。

## 国家队
2012年7月7日，梦十队的最后三个名额敲定，詹姆斯·哈登正式入选梦十队12人大名单。这也是詹姆斯·哈登的第一次奥运会之旅。
2012年8月13日，在2012年奥运会男子篮球决赛中，美国梦十队经过四节苦战，以107：100战胜西班牙队，成功卫冕。
2014年8月23日，詹姆斯·哈登入选美国队参加西班牙篮球世界杯的12人大名单。
2014年9月15日，2014年第一届西班牙篮球世界杯决赛，哈登得到23分带领美国队击败塞尔维亚队夺冠，他以场均14.2分成为国家队得分王。

## 職業生涯數據

### NBA例行賽數據統計
| 賽季     | 球隊     | GP    | GS  | MPG   | FG%  | 3P%  | FT%  | RPG | APG   | SPG | BPG | PPG   |
| -------- | -------- | ----- | --- | ----- | ---- | ---- | ---- | --- | ----- | --- | --- | ----- |
| 2009–10  | OKC      | 76    | 0   | 22.9  | 40.3 | 37.5 | 80.8 | 3.2 | 1.8   | 1.1 | 0.3 | 9.9   |
| 2010–11  | OKC      | 82    | 5   | 26.7  | 43.6 | 34.9 | 84.3 | 3.1 | 2.1   | 1.1 | 0.3 | 12.2  |
| 2011–12  | OKC      | 62    | 2   | 31.4  | 49.1 | 39.0 | 84.6 | 4.1 | 3.7   | 1.0 | 0.2 | 16.8  |
| 2012–13  | HOU      | 78    | 78  | 38.3  | 43.8 | 36.8 | 85.1 | 4.9 | 5.8   | 1.8 | 0.5 | 25.9  |
| 2013–14  | HOU      | 73    | 73  | 38.0  | 45.6 | 36.6 | 86.6 | 4.7 | 6.1   | 1.6 | 0.4 | 25.4  |
| 2014–15  | HOU      | 81    | 81  | 36.8  | 44.0 | 37.5 | 86.8 | 5.7 | 7.0   | 1.9 | 0.7 | 27.4  |
| 2015–16  | HOU      | 82    | 82  | 38.1* | 43.9 | 35.9 | 86.0 | 6.1 | 7.5   | 1.7 | 0.6 | 29.0  |
| 2016–17  | HOU      | 81    | 81  | 36.4  | 44.0 | 34.7 | 84.7 | 8.1 | 11.2* | 1.5 | 0.5 | 29.1  |
| 2017–18  | HOU      | 72    | 72  | 35.4  | 44.9 | 36.7 | 85.8 | 5.4 | 8.8   | 1.8 | 0.7 | 30.4* |
| 2018–19  | HOU      | 78    | 78  | 36.8  | 44.2 | 36.8 | 87.9 | 6.6 | 7.5   | 2.0 | 0.7 | 36.1* |
| 2019–20  | HOU      | 68    | 68  | 36.5  | 44.4 | 35.5 | 86.5 | 6.5 | 7.5   | 1.8 | 0.9 | 34.3* |
| 2020–21  | HOU      | 8     | 8   | 36.3  | 44.4 | 34.7 | 88.3 | 5.1 | 10.4  | 0.9 | 0.8 | 24.8  |
| 2020–21  | BKN      | 36    | 35  | 36.6  | 47.1 | 36.6 | 85.6 | 8.5 | 10.9  | 1.3 | 0.8 | 24.6  |
| 2021–22  | BKN      | 44    | 44  | 37    | 41.4 | 33.2 | 86.9 | 8.0 | 10.2  | 1.3 | 0.7 | 22.5  |
| 2021–22  | PHI      | 21    | 21  | 37.7  | 40.2 | 32.6 | 89.2 | 7.1 | 10.5  | 1.2 | 0.2 | 21.0  |
| 2022–23  | PHI      | 58    | 58  | 36.8  | 44.1 | 38.5 | 86.7 | 6.1 | 10.7* | 1.2 | 0.5 | 21.0  |
| 2023–24  | LAC      | 72    | 72  | 34.3  | 42.8 | 38.1 | 87.8 | 5.1 | 8.5   | 1.1 | 0.8 | 16.6  |
| 職業生涯 | 職業生涯 | 1,072 | 858 | 34.7  | 44.1 | 36.4 | 86.1 | 5.6 | 7.1   | 1.5 | 0.6 | 24.1  |
| 明星賽   | 明星賽   | 9     | 6   | 25.6  | 44.7 | 41.1 | 50.0 | 4.7 | 5.8   | 0.8 | 0.3 | 15.9  |

### NBA季後賽數據統計
| 賽季     | 球隊     | GP  | GS  | MPG  | FG%  | 3P%  | FT%  | RPG | APG | SPG | BPG | PPG  |
| -------- | -------- | --- | --- | ---- | ---- | ---- | ---- | --- | --- | --- | --- | ---- |
| 2010     | OKC      | 6   | 0   | 20.0 | 38.7 | 37.5 | 84.2 | 2.5 | 1.8 | 1.0 | 0.2 | 7.7  |
| 2011     | OKC      | 17  | 0   | 31.6 | 47.5 | 30.3 | 82.5 | 5.4 | 3.6 | 1.2 | 0.8 | 13.0 |
| 2012     | OKC      | 20  | 0   | 31.5 | 43.5 | 41.0 | 85.7 | 5.1 | 3.4 | 1.6 | 0.1 | 16.3 |
| 2013     | HOU      | 6   | 6   | 40.5 | 39.1 | 34.1 | 80.3 | 6.7 | 4.5 | 2.0 | 1.0 | 26.3 |
| 2014     | HOU      | 6   | 6   | 43.8 | 37.6 | 29.6 | 90.0 | 4.7 | 5.8 | 2.0 | 0.2 | 26.8 |
| 2015     | HOU      | 17  | 17  | 37.4 | 43.9 | 38.3 | 91.6 | 5.7 | 7.5 | 1.6 | 0.4 | 27.2 |
| 2016     | HOU      | 5   | 5   | 38.6 | 41.0 | 31.0 | 84.4 | 5.2 | 7.6 | 2.4 | 0.2 | 26.6 |
| 2017     | HOU      | 11  | 11  | 37.0 | 41.3 | 27.8 | 87.8 | 5.5 | 8.5 | 1.9 | 0.5 | 28.5 |
| 2018     | HOU      | 17  | 17  | 36.5 | 41.0 | 29.9 | 88.7 | 5.2 | 6.8 | 2.2 | 0.6 | 28.6 |
| 2019     | HOU      | 11  | 11  | 38.5 | 41.3 | 35.0 | 83.7 | 6.9 | 6.6 | 2.2 | 0.9 | 31.6 |
| 2020     | HOU      | 12  | 12  | 37.3 | 47.8 | 33.3 | 84.5 | 5.6 | 7.7 | 1.5 | 0.8 | 29.6 |
| 2021     | BKN      | 9   | 9   | 35.8 | 47.2 | 36.4 | 90.3 | 6.4 | 8.6 | 1.7 | 0.7 | 20.2 |
| 2022     | PHI      | 12  | 12  | 39.9 | 40.5 | 36.8 | 89.3 | 5.7 | 8.6 | 0.8 | 0.7 | 18.6 |
| 2023     | PHI      | 11  | 11  | 38.8 | 39.3 | 37.8 | 87.3 | 6.2 | 8.3 | 1.8 | 0.4 | 20.3 |
| 2024     | LAC      | 6   | 6   | 40.3 | 44.9 | 38.3 | 90.6 | 4.5 | 8.0 | 1.0 | 1.0 | 21.2 |
| 職業生涯 | 職業生涯 | 166 | 123 | 36.1 | 42.5 | 34.0 | 87.0 | 5.5 | 6.4 | 1.6 | 0.5 | 22.7 |

## 綜藝節目嘉賓
- 臺灣綜藝節目《綜藝玩很大》 - Ep209 詹姆斯哈登